# J. Safra Sarasin Swiss Open Gstaad 2019
Il J. Safra Sarasin Swiss Open Gstaad 2019 è stato un torneo di tennis giocato sulla terra rossa. È stata la 105ª edizione del torneo che fa parte dell'ATP World Tour 250 series nell'ambito dell'ATP World Tour 2019. Si è giocato alla Roy Emerson Arena a Gstaad, Svizzera, dal 22 al 28 luglio 2019.

## Partecipanti

### Teste di serie
| Giocatore  | Nazione                 | Ranking* | Testa di serie |
| ---------- | ----------------------- | -------- | -------------- |
| Spagna     | Roberto Bautista Agut   | 13       | 1              |
| Spagna     | Fernando Verdasco       | 26       | 2              |
| Serbia     | Dušan Lajović           | 36       | 3              |
| Italia     | Lorenzo Sonego          | 51       | 4              |
| Portogallo | João Sousa              | 56       | 5              |
| Spagna     | Roberto Carballés Baena | 77       | 6              |
| Spagna     | Pablo Andújar           | 79       | 7              |
| Francia    | Corentin Moutet         | 81       | 8              |

* Ranking al 15 luglio 2019.

### Altri partecipanti
I seguenti giocatori hanno ricevuto una wild card per il tabellone principale:
- Sandro Ehrat
- Marc-Andrea Hüsler
- Tommy Robredo

I seguenti giocatori sono entrati in tabellone col ranking protetto:
- Steve Darcis
- Cedrik-Marcel Stebe

I seguenti giocatori sono passati dalle qualificazioni:

- Filippo Baldi
- Daniel Elahi Galán
- Gian Marco Moroni
- Dennis Novak

### Ritiri
Prima del torneo
- Matteo Berrettini → sostituito da  Jiří Veselý
- Guido Pella → sostituito da  Thomas Fabbiano

## Partecipanti al doppio

### Teste di serie
| Nazione   | Giocatore       | Nazione    | Giovatore      | Ranking* | Testa di serie |
| --------- | --------------- | ---------- | -------------- | -------- | -------------- |
| Austria   | Philipp Oswald  | Slovacchia | Filip Polášek  | 102      | 1              |
| Ucraina   | Denys Molčanov  | Slovacchia | Igor Zelenay   | 132      | 2              |
| Argentina | Guillermo Durán | Argentina  | Andrés Molteni | 132      | 3              |
| Belgio    | Sander Gillé    | Belgio     | Joran Vliegen  | 134      | 4              |

* Ranking aggiornato al 15 luglio 2019.

### Altri partecipanti
Le seguenti coppie hanno ricevuto una wildcard per il tabellone principale:
- Sandro Ehrat /  Luca Margaroli
- Marc-Andrea Hüsler /  Jakub Paul

## Punti e montepremi
| Torneo    | Torneo              | V      | F      | SF     | QF     | 2T    | 1T    | Q  | Q2    | Q1    |
| Singolare | Punti               | 250    | 150    | 90     | 45     | 20    | 0     | 12 | 6     | 0     |
| Singolare | Premi in denaro (€) | 90.390 | 48.870 | 26.990 | 15.335 | 8.815 | 5.285 | –  | 2.555 | 1.280 |
| Doppio    | Punti               | 250    | 150    | 90     | 45     | –     | 0     | –  | –     | –     |
| Doppio    | Premi in denaro (€) | 29.650 | 15.200 | 8.240  | 4.710  | –     | 2.760 | –  | –     | –     |

## Campioni

### Singolare
Albert Ramos Viñolas ha sconfitto in finale  Cedrik-Marcel Stebe col punteggio di 6–3, 6–2.
- È il secondo titolo in carriera per Ramos-Viñolas, primo della stagione.

### Doppio
Sander Gillé /  Joran Vliegen hanno sconfitto in finale  Philipp Oswald /  Filip Polášek col punteggio di 6–4, 6–3.